# El Pato
El Pato, también conocido como Centro Agrícola El Pato es una localidad del partido de Berazategui, en el Gran Buenos Aires, provincia de Buenos Aires, Argentina.
Se encuentra sobre la Ruta Provincial 36 y el empalme de la Autovía 2.

## Geografía

### Límites
- Al norte con Ingeniero Allan del Partido de Florencio Varela
- Al sur con El Peligro y Arturo Seguí del Partido de La Plata
- Al este con el Parque Provincial Pereyra Iraola
- Al oeste con La Capilla del Partido de Florencio Varela

### Sismicidad
La región responde a la «subfalla del río Paraná», y a la «subfalla del río de la Plata», con sismicidad baja; y su última expresión se produjo el 5 de junio de 1888 (136 años) de silencio sísmico), a las 3.20 UTC-3, con una magnitud probable, de 5,0 en la escala de Richter (terremoto del Río de la Plata de 1888).
La Defensa Civil municipal debe advertir sobre escuchar y obedecer acerca de 
Área de
- Tormentas severas periódicas
- Baja sismicidad, con silencio sísmico de 136 años

### Población
Según el último censo, cuenta con 18 105 habitantes (Indec, 2022) y 306 habitantes (Indec, 2022) en el área rural.

## Historia
Cuenta con uno de los nombres más antiguos de la República Argentina, pues el nombre El Pato fue impuesto por los hombres de Juan de Garay, durante la segunda fundación de la ciudad de Buenos Aires.

## Medios periodísticos
- Mensuario Tres Límites (editado por la Cooperativa de servicios de la localidad)

En la década del '90, integrantes de este medio se independizaron para crear el mensuario Sin Límites, con llegada a La Plata.